# ماركوس ريتشموند
ماركوس ريتشموند (بالإنجليزية: Marcus Richmond)‏ هو شخصية أعمال وسياسي أمريكي، ولد في 4 مايو 1956 في مينا في الولايات المتحدة. حزبياً، نشط في الحزب الجمهوري. وقد انتخب عضو مجلس نواب أركنساس.